# Stade Amable-et-Micheline-Lozai
Le stade Amable-et-Micheline-Lozai est une enceinte sportive située au Petit-Quevilly en France où évolue le club de l'Union sportive quevillaise.

## Historique
Il est inauguré le 13 octobre 1912 sous le nom de « stade de la Porte-de-Diane ».
Le 13 septembre 1954, il est renommé en hommage aux dirigeants historiques du club.